# Wilshire Boulevard

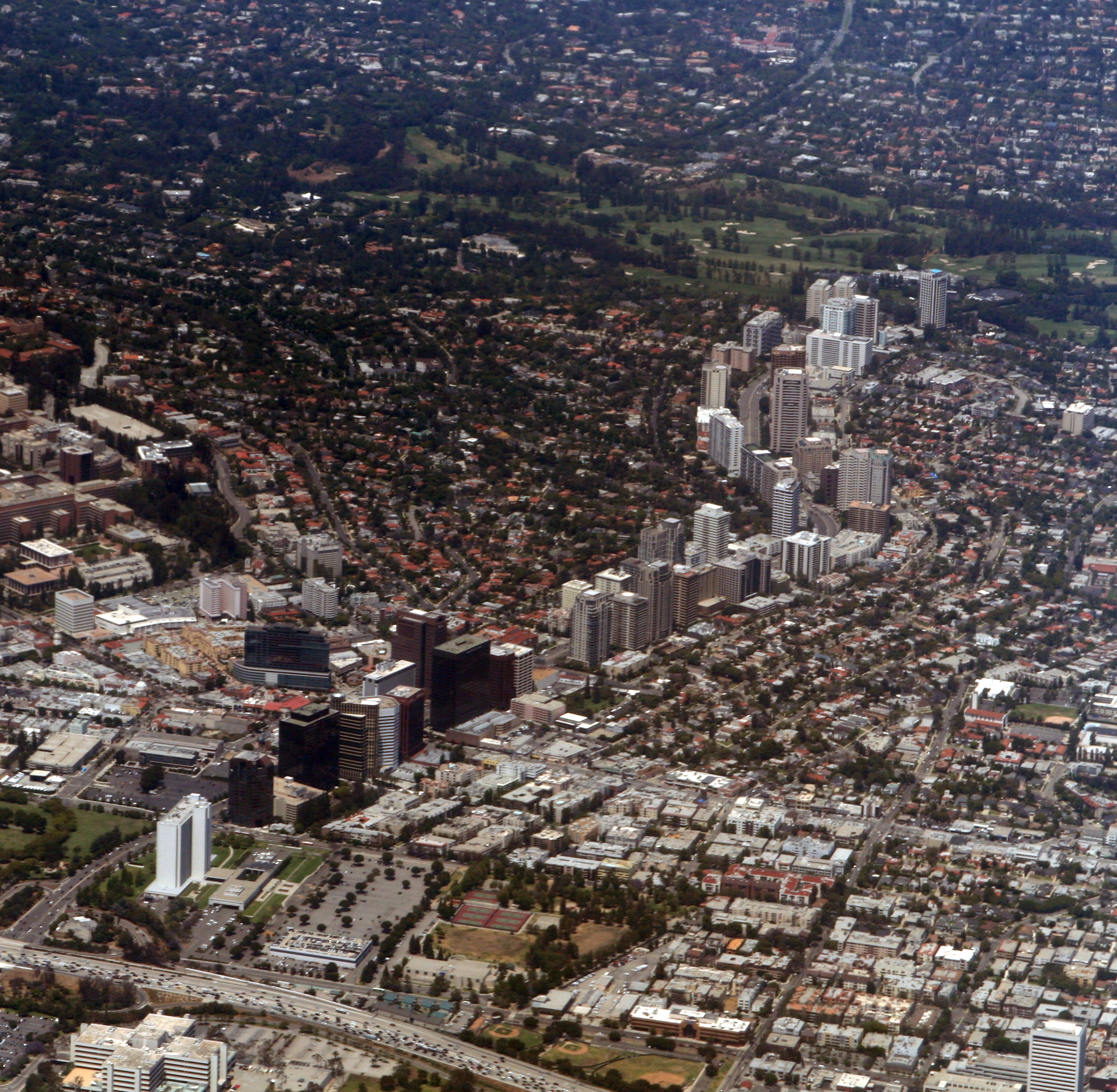
Wilshire Boulevard med sina höghus i Westwood (2009)

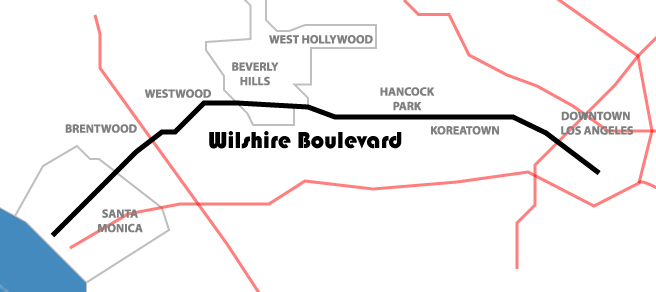
Wilshire Boulevards förlopp

Wilshire Boulevard är en av Los Angeles öst-västgående huvudtrafikleder. Den går cirka 25 km från Grand Avenue i Downtown Los Angeles, via Beverly Hills, till Ocean Avenue i Santa Monica. Många av stadens äldre skyskrapor är belägna runt Wilshire som har kallats "ryggraden av Los Angeles". En känd sträcka av boulevarden går mellan Fairfax och La Brea Avenue, som kallas Miracle Mile.
Gatan fick 1895 sitt namn efter fastighetsägaren H. Gaylord Wilshire.
Hela boulevarden har minst fyra filer. Det bredaste stället är i stadsdelen Westwood där fotgängare måste korsa tio filer för att ta sig över till andra sidan. Korsningen Wilshire och Veteran Avenue är en av de mest trafikerade i Los Angeles.